# Crípton 85
Crípton 85 ou Criptônio 85 (85Kr) é um isótopo radioativo do Crípton, com uma meia-vida de 10.756 anos, possuí 49 nêutrons e 36 prótons com desintegração beta em 0.687 MeV, sendo produzido por raios cósmicos em pequenas quantidades.
No acidente de Chernobyl acredita-se que em média 5 milhões de curies desse isótopo tenham sido lançadas na atmosfera, porém esse número pode ser maior.
Alguns equipamentos de lasers usados para varredura eletrônica de tubulações usam o Krypton 85 como fonte de leitura para raios-x, e os mesmos eram liberados em turbinas antigas pelos excitadores para manter um nível constante de ionização.